# Monon
Monon és una població dels Estats Units a l'estat d'Indiana. Segons el cens del 2000 tenia 1.733 habitants.

## Demografia
Segons el cens del 2000, Monon tenia 1.733 habitants, 642 habitatges, i 437 famílies. La densitat de població era de 1.194,8 habitants/km².
Dels 642 habitatges en un 32,7% hi vivien nens de menys de 18 anys, en un 50,9% hi vivien parelles casades, en un 12,1% dones solteres, i en un 31,8% no eren unitats familiars. En el 26,5% dels habitatges hi vivien persones soles el 14,6% de les quals corresponia a persones de 65 anys o més que vivien soles. El nombre mitjà de persones vivint en cada habitatge era de 2,7 i el nombre mitjà de persones que vivien en cada família era de 3,15.
Per edats la població es repartia de la següent manera: un 26,9% tenia menys de 18 anys, un 11,3% entre 18 i 24, un 29,4% entre 25 i 44, un 19% de 45 a 60 i un 13,4% 65 anys o més.
L'edat mediana era de 32 anys. Per cada 100 dones de 18 o més anys hi havia 93,9 homes.
La renda mediana per habitatge era de 32.235$ i la renda mediana per família de 36.759$. Els homes tenien una renda mediana de 26.188$ mentre que les dones 20.405$. La renda per capita de la població era de 13.567$. Entorn del 9,9% de les famílies i el 16,4% de la població estaven per davall del llindar de pobresa.

## Poblacions més properes
El següent diagrama mostra les poblacions més properes.